# 9e étape du Tour de France 1919
Pour un article plus général, voir Tour de France 1919.
La 9e étape du Tour de France 1919 s'est déroulée le mardi 15 juillet.
Les coureurs relient Marseille dans les Bouches-du-Rhône, à Nice, dans les Alpes-Maritimes au terme d'un parcours montagneux de 338 kilomètres.
Le Français Honoré Barthélémy remporte sa deuxième victoire d'étape, tandis que son compatriote Eugène Christophe conserve la première place du classement général.

## Parcours
Les coureurs prennent le départ de Marseille puis rejoignent Mont Gineste, Cassis, La Ciotat, Bandol, La Seyne, Toulon, Hyères, La Londe puis franchissent le col de Gratteloup et amorce la descente vers Cogolin, Sainte-Maxime et Fréjus.
Dans la seconde partie de l'étape, après un passage au sommet d'Auberge, la course traversent les communes de Pont-Saint-Jean, Cannes, Antibes, Nice, gravit le col de Braus, redescend sur Sospel, gravit le col de Castillon, redescend à Menton remonte sur La Turbie, franchit le col d'Èze avant l'arrivée à Nice sur les allées Risso.

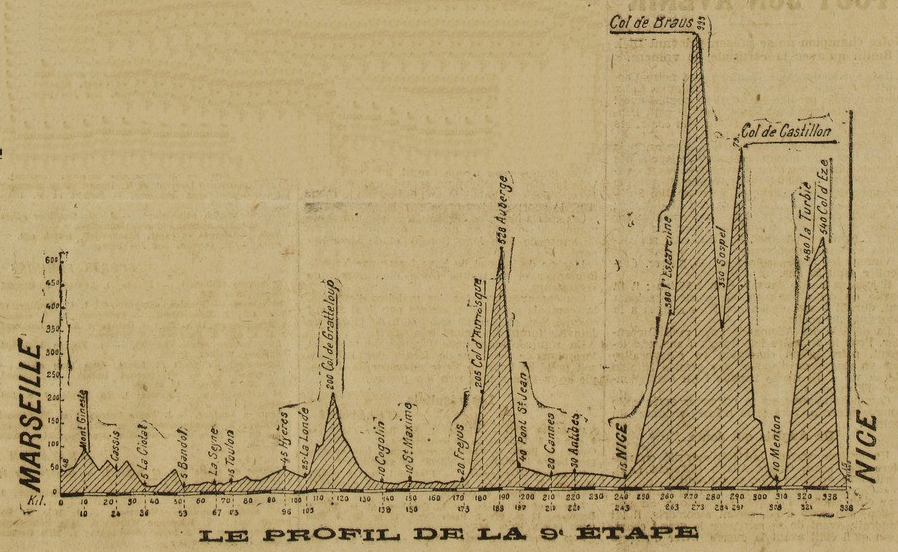
Le profil de la 9e étape paru dans L'Auto le 14 juillet 1919.

## Classements

### Classement de l'étape
Douze coureurs sont classés. Le Belge Jules Masselis abandonne.
| \| Classement de l'étape \| Classement de l'étape \| Classement de l'étape \| Classement de l'étape \| Classement de l'étape \| \| Coureur \| Coureur \| Pays \| Équipe \| Temps \| \| --------------------- \| --------------------- \| --------------------- \| --------------------- \| --------------------- \| \| 1er \| Honoré Barthélémy \| France \| La Sportive \| 13 h 39 min 48 s \| \| 2e \| Luigi Lucotti \| Italie \| Bianchi \| + 6 min 09 s \| \| 3e \| Alfred Steux \| Belgique \| La Sportive \| + 13 min 37 s \| \| 4e \| Jean Alavoine \| France \| Peugeot-Wolber \| + 26 min 12 s \| \| 5e \| Léon Scieur \| Belgique \| La Sportive \| + 26 min 12 s \| \| 6e \| Firmin Lambot \| Belgique \| La Sportive \| + 26 min 12 s \| \| 7e \| Eugène Christophe \| France \| \| + 30 min 12 s \| \| 8e \| Félix Goethals \| France \| \| + 45 min 52 s \| \| 9e \| Joseph Van Daele \| Belgique \| La Sportive \| + 58 min 56 s \| \| 10e \| Paul Duboc \| France \| \| + 1 h 11 min 57 s \| |                   |          |                |                   |
| |                   |          |                |                   |
| |                   |          |                |                   |
| Classement de l'étape |                   |          |                |                   |
| Coureur | Coureur           | Pays     | Équipe         | Temps             |
| 1er | Honoré Barthélémy | France   | La Sportive    | 13 h 39 min 48 s  |
| 2e | Luigi Lucotti     | Italie   | Bianchi        | + 6 min 09 s      |
| 3e | Alfred Steux      | Belgique | La Sportive    | + 13 min 37 s     |
| 4e | Jean Alavoine     | France   | Peugeot-Wolber | + 26 min 12 s     |
| 5e | Léon Scieur       | Belgique | La Sportive    | + 26 min 12 s     |
| 6e | Firmin Lambot     | Belgique | La Sportive    | + 26 min 12 s     |
| 7e | Eugène Christophe | France   |                | + 30 min 12 s     |
| 8e | Félix Goethals    | France   |                | + 45 min 52 s     |
| 9e | Joseph Van Daele  | Belgique | La Sportive    | + 58 min 56 s     |
| 10e | Paul Duboc        | France   |                | + 1 h 11 min 57 s |

### Classement général
| \| Classement général \| Classement général \| Classement général \| Classement général \| Classement général \| \| Coureur \| Coureur \| Pays \| Équipe \| Temps \| \| ------------------ \| ------------------ \| ------------------ \| ------------------ \| ------------------ \| \| 1er \| Eugène Christophe \| France \| \| 138 h 50 min 42 s \| \| 2e \| Firmin Lambot \| Belgique \| La Sportive \| + 26 min 23 s \| \| 3e \| Jean Alavoine \| France \| Peugeot-Wolber \| + 43 min 34 s \| \| 4e \| Léon Scieur \| Belgique \| La Sportive \| + 2 h 52 min 28 s \| \| 5e \| Honoré Barthélémy \| France \| La Sportive \| + 3 h 20 min 57 s \| |                   |          |                |                   |
| |                   |          |                |                   |
| |                   |          |                |                   |
| Classement général |                   |          |                |                   |
| Coureur | Coureur           | Pays     | Équipe         | Temps             |
| 1er | Eugène Christophe | France   |                | 138 h 50 min 42 s |
| 2e | Firmin Lambot     | Belgique | La Sportive    | + 26 min 23 s     |
| 3e | Jean Alavoine     | France   | Peugeot-Wolber | + 43 min 34 s     |
| 4e | Léon Scieur       | Belgique | La Sportive    | + 2 h 52 min 28 s |
| 5e | Honoré Barthélémy | France   | La Sportive    | + 3 h 20 min 57 s |